# Эрнст I (герцог Саксен-Готский)
Эрнст I Благочестивый (нем. Ernst I. der Fromme; 25 декабря 1601, Альтенбург — 26 марта 1675, Гота) — герцог Саксен-Готский, после женитьбы также герцог Саксен-Альтенбургский. При наследниках его герцогство стало именоваться Саксен-Гота-Альтенбург.

## Биография
Сын герцога Иоганна III Саксен-Веймарского. Рано лишился отца (в 1605 году); отличное воспитание получил благодаря заботам своей матери Доротеи Марии Ангальт-Кётенской.
Тридцатилетняя война увлекла его и его братьев; в качестве полковника в войске шведского короля Густава-Адольфа он одним из первых овладел переправой через Лех, участвовал в битвах под Нюрнбергом, Лютценом и Нёрдлингеном, но затем, чтобы положить конец бедствиям войны, приступил к миру в Праге в 1635 году.
В 1640 году, при разделе отцовского наследства, Эрнст I получил Готу; потом к его владениям были присоединены Саксен-Эйзенах и Альтенбург-Кобургское наследство. Это дало Эрнсту I возможность применить свой организаторский талант, несмотря на помехи от все ещё продолжавшейся войны.
Прежде всего, его тяготил ужасающий упадок нравственности и религиозности, как следствие одичалости народа от войны: человек искренне благочестивый, добросовестный и постоянный, лично в высшей степени непритязательный, для общего блага готовый на всякую жертву, он и от других требовал готовности жертвовать всем для народа и государства. Были основаны новые школы, отстроены церкви; при сравнительной бедности государства труд учителей и духовных оплачивался хорошо, для привлечения лучших сил; строгими законами стеснены были проявления безнравственности и мотовства; упрощена судебная процедура, сутяжничество ограничено рядом мудрых постановлений; невежество и суеверие, особенно среди бедного сельского люда, Эрнст устранил установлением всеобщего обязательного посещения школы, введением усовершенствованных методов преподавания и изданием дешевых и хороших учебников.
С такой же заботливостью он работал над поднятием благосостояния народа, страшно разоренного в долгие годы войны. Для разумного и полезного для государства дела у него всегда находились средства; он мог даже уменьшить налоги, между тем как в других странах Германии казна часто была пуста и народ жил в нищете. Мудрость Эрнста I Благочестивого указала ему пути к усовершенствованию таких сторон народной жизни, о которых мало кто думал в то время: он заменил барщину наследственным оброком, устроил земскую милицию; при финансовой поддержке государства много земель было разделано под пашню. Город Гота был обстроен красивыми зданиями, население его увеличилось; здесь были собраны многочисленные научные и художественные коллекции всякого рода, основана прекрасная гимназия и разные общеполезные учреждения.
Основатель одного из старейших книгохранилищ Германии — Готской научной библиотеки в 1647 году.

## Потомки
Эрнст был женат на Елизавете Софии Саксен-Альтенбургской, единственной дочери герцога Саксен-Альтенбурга Иоганна Филиппа.
Сыновья:
- Фридрих I (1646—1691), получил Саксен-Гота-Альтенбург
- Альбрехт (1648—1699), получил Саксен-Кобург
- Бернхард I (1649—1706), получил Саксен-Мейнинген
- Генрих (1650—1710), получил Саксен-Рёмхильд
- Кристиан (1653—1707), получил Саксен-Эйзенберг
- Эрнст (1655—1715), получил Саксен-Гильдбурггаузен
- Иоганн Эрнст (1658—1729), получил Саксен-Заальфельд

Дочери:
- Елизавета Доротея (1640—1709), замужем за ландграфом Гессен-Дармштадта Людвигом VI (1630—1678)
- Доротея Мария (1654—1682)